# Malhação ID
A décima sétima temporada da série de televisão brasileira Malhação, chamada Malhação ID, foi produzida e exibida pela TV Globo entre 9 de novembro de 2009 e 20 de agosto de 2010, em 199 episódios.
Escrita por Ricardo Hofstetter, com colaboração de Flavia Bessone, Laura Rissin e Zé Dassilva, com direção de Paola Pol Baloussier e direção geral de Mário Márcio Bandarra.
Contou com Fiuk, Christiana Ubach, Mariana Molina, Murilo Couto, Élida Muniz, Ricky Tavares, Giovana Echeverria e Olívia Torres nos papéis centrais.

## Sinopse
Bernardo (Fiuk) e Cristiana (Cristiana Peres) são dois jovens determinados, de mundos bem diferentes. Bernardo é filho de Paulo Roberto Oliveira (Tarcísio Filho), e junto com Beto (Murilo Couto), Bia (Mariana Molina) e Tati (Élida Muniz), formam o quarteto mais "temido" no colégio Primeira Opção. Cristiana é filha de Antônio Araújo (Sérgio Mastropasqua), caseiro de Paulo Roberto, e irmã de Fernanda Araújo (Giovana Echeverria). Com o passar do tempo eles perceberão que foram feitos um para o outro, mas Bia, Tati e Nanda (Fernanda) são apaixonadas por Bernardo e vão fazer de tudo para afastá-los. Mais tarde, Tati vai desistir de conquistar Bernardo, e Bia e Nanda se unem para afasta-los. Se conseguissem, era cada uma por si para ficar com Bernardo. Elas conseguiram, e Cris e Bernardo se separaram, porém continuaram morando na mesma casa.
Um tempo depois, Cris conhece Flávio (Marco Antônio Gimenez), de quem torna-se amiga e, mais tarde, namorada. Nanda, um tempo depois, batalhando contra Bia para conquistar Bernardo, o sequestra, diz que se ele não for dela, não vai ser de mais ninguém, mas Cris e Flávio salvam Bernardo do cativeiro, e Nanda recebe ajuda psiquiátrica. Nanda está "fora da cabeça" e acha que Bia é sua amiga, então a tal "amiga" se aproveita da situação de Nanda e faz colagens de fotos no caderno de Nanda, com fotos dela e de Bernardo juntas, mas o problema é que Bernardo está sem cabeça nas fotos. Bia também escreve uma frase no caderno da jovem, ameaçando Bernardo que se ele não for dela, não vai ser de mais ninguém, e também invade a casa de Antônio e coloca facas na gaveta no quarto de Nanda, assim fazendo Antônio e Cristiana interna-la em um hospício. Após esse acontecimento, Paulo Roberto demite Antônio, que fica desempregado, o que faria com que Cris e Nanda tivessem que sair do Primeira Opção, mas Bernardo procurou o diretor da escola, Livramento, (José de Abreu) para que ele desse uma bolsa de estudos para Cris e Nanda no colégio. Livramento aceitou e Bernardo corre para dar a notícia para Cris.
Bia escuta o seu namorado conversando com Cris, e depois de tirar Nanda de seu caminho com suas armações, resolve tirar Cris. Bia procura Flávio e avisa que Cris iria dormir sozinha em casa naquela noite, e deu a ideia de Flávio preparar um jantar para Cris.
Cris chega em casa e estranha, pois quando saiu de casa trancou a porta, e voltou com ela aberta. Ela descobre que Flávio havia preparado um jantar especial. Enquanto isso, Bia fura os pneus da moto de Flávio, e quando acabou o jantar, Flávio vê sua moto com os pneus furados e liga para o conserto: enquanto não chega, ele volta para a casa de Cris, então Bia liga o sistema de irrigação da casa de Paulo Roberto e acaba molhando Cris e Flávio, que voltam para a casa dela para se trocarem. Nesse meio tempo, Bia corre para avisar Bernardo que Cris estava em casa sozinha naquela noite, e que um cara estranho tinha entrado lá. Bernardo corre para lá, bate na porta e Flávio, sem camisa, abre e Cris aparece de roupão, fazendo Bernardo achar que Cris não é virgem, queimando o filme dela com Bernardo.
Entretanto, Livramento descobre o Escondidinho e decide acabar com ele. Isso acaba gerando revolta entre os alunos, mas os alunos conseguem convencer Livramento para continuar com o Escondidinho com algumas novas regras. No hospício Nanda vê sua mãe, o que seria impossível porque ela teria morrido anos atrás, o que faz com que todo mundo não acredite nela, mas logo depois, num plano de Nanda, Cristiana conseguiu ver sua mãe, o que levantou muitas perguntas. Silvia (Adriana Martinuzzo), mãe de Nanda e Cristiana, disse que não falou nada porque estava com uma doença e não queria falar para as filhas: ela conseguiu se recuperar graças a Miguel, um amigo dela, mas logo depois foi descoberta uma foto com uma mancha na barriga de Miguel que era muito parecida com uma mancha na barriga de Nanda, e Bernardo e Cristiana pensam que ela pode ser filha de Miguel e não de Antônio. Eles fazem um teste de DNA, confirmam a sua teoria e eles decidem não contar para Nanda. Só que Bia encontra esse teste e guarda esse trunfo.
A vida de Bernardo vira de cabeça para baixo quando, na festa de um mês de namoro dele e de Bia, a polícia chega na festa e procura por Paulo Roberto e Cissa (Vera Zimmermann), acusados de desviar dinheiro público. Na manhã seguinte, Bernardo se encontra com os pais e eles dizem que são inocentes, mas quando Paulo Roberto manda Bernardo procurar uns documentos escondidos perto da piscina, mandando não abrir, ele abre, encontra uma planilha e descobre que eles são culpados, o que faz que Bernardo tome a decisão mais difícil da sua vida: entregar a planilha para a polícia e acabar com a vida dos pais dele, ou entregar a planilha para eles mas ficar com uma dor no coração por toda a sua vida.
Ele decidiu entregar para a polícia e então Paulo Roberto e Cissa fogem para os Estados Unidos, bloqueando todo o dinheiro deles no Brasil: agora eles só tem um mês para conseguir um emprego ou não vão conseguir pagar as contas da casa e nem conseguir comprar comida.
Após conseguirem trabalho, um fotógrafo misterioso volta a enviar foto do beijo de Bernardo e Cristiana, com um bilhete dizendo que se revelará para eles à noite no escondidinho do Primeira Opção: eles vão até lá e não o encontram, decidem ir embora, mas a porta havia sido trancada, e em uma mesinha tinha um bilhete escrito "Aproveitem a noite". A luz se apagou, eles ficaram a luz de velas, eles acabam tendo uma noite de amor e, no dia seguinte, percebem que a porta estava aberta e vão para casa.
Em casa os dois voltam a pensar na noite na escola, Cristiana conta para Valentina (Julia Bernat) sobre a noite com Bernardo, mas logo Livramento descobre que algum casal passou a noite lá e pergunta para a escola quem foi e que se entregassem: eles decidiram não se entregar, então o fotógrafo misterioso enviou uma carta dizendo que havia arranjado um casal para assumir a culpa. Logo na escola, Maria Cláudia (Isabella Dionísio) e Alê (William Barbier) se entregam, Cristiana e Bernardo vão até eles e perguntam quem pediu para que eles se entregassem: eles dizem que foi toda a escola, e mais uma vez Bernardo e Cristiana não descobrem nada. Logo após Paulo Roberto e Cissa voltam e decidem se entregar. Nanda se declara para Bernardo e ele deixa bem claro que ela não tem chance com ele.
Numa conversa com a Bia, Nanda se lembra que pode contar para Bernardo e Cristiana sobre a armação do motel, já que ela perdeu o Bernardo. Ela conta para a Cristiana que manda ela contar para o Bernardo, ela liga para ele e deixa um recado para ele vir correndo para casa. Mas Bia ameaça Cristiana caso ela conte tudo pro Bernardo ela vai mostrar o teste de DNA para Nanda, então Cristiana não conta nada. Só que Nanda percebe que Cristiana está muito estranha então resolve saber por que. Com a ajuda de Rafael (Vitor Lucas) ela consegue escutar a conversa de Cristiana e Valentina, e descobre que não é filha de Antônio e vai tirar satisfações com Cristiana e o pai da moça, e faz o maior escândalo, mas depois pede desculpas e diz que ela vai ser sempre filha dele.
Sem motivos para não contar a armação do motel para Bernardo ela procura o garoto e vê ele comemorando o noivado dele e de Bia, já que a garota estava grávida. Na verdade ela roubou o ultrassom e o teste de gravidez de Zuleide (Priscilla Marinho). Aí eles recebem mais uma carta do fotógrafo misterioso dizendo que a Bia não estava grávida. Acreditando na história, Bernardo manda Bia fazer o teste de gravidez. Bernardo descobre as armações de Bia e a desmascara na frente de todos na festa de despedida dos alunos do terceiro ano e junto com Cristiana ele descobre que o fotógrafo misterioso é Juju (Rafaela Ferreira), que fica com Flávio, ex de Cris. Todos então batem uma foto que ficará na memória de todos.

## Elenco
| Intérprete           | Personagem                         |
| -------------------- | ---------------------------------- |
| Fiuk                 | Bernardo Melo Oliveira (Bê)        |
| Christiana Ubach     | Cristiana Araújo (Cris)            |
| Mariana Molina       | Beatriz Gomes (Bia)                |
| Murilo Couto         | Alberto Duarte (Beto)              |
| Élida Muniz          | Tatiana Fernandes (Tati)           |
| Ricky Tavares        | Rodrigo Cerqueira                  |
| Giovanna Echeverria  | Fernanda Araújo (Nanda)            |
| Olívia Torres        | Rita Silveira                      |
| Johnny Massaro       | Fernando Chalfon (Fernandinho)     |
| Carolinie Figueiredo | Domingas Gentil                    |
| Caio Castro          | Bruno Oliveira Guimarães           |
| Thaís Botelho        | Samira Al Rashid                   |
| Rafaela Ferreira     | Juliana Borboleta (Juju)           |
| Erich Pelitz         | Victor Cardoso                     |
| Julia Bernat         | Valentina Duarte                   |
| Isabella Dionísio    | Maria Cláudia Guimarães            |
| William Barbier      | Alexandre Dias (Alê)               |
| João Maia            | João Pedro Motta (Jpeg)            |
| Erik Vesch           | Lucca Aguiar                       |
| Daniel Belmonte      | Renato Cornélio (Reco)             |
| Vitor Lucas          | Rafael                             |
| Cristiano Sauma      | Bimba                              |
| Vera Zimmermann      | Cissa Melo Oliveira                |
| Tarcísio Filho       | Paulo Roberto Oliveira             |
| Sergio Mastropasqua  | Antônio Araújo                     |
| Priscila Marinho     | Zuleide Borboleta (Zuzu)           |
| José de Abreu        | Prof. Augusto Livramento           |
| Eri Johnson          | Anselmo Colibri                    |
| Graziella Schmitt    | Prof. Letícia dos Santos           |
| Lafayette Galvão     | Prof. Emílio                       |
| Angela Dippe         | Tânia                              |
| Regina Remencius     | Lise Fischer Ribeiro               |
| Ricardo Ciciliano    | Sérgio Teixeira ('Serjão)          |
| Gláucio Gomes        | Ricardo Casanova (Casca)           |
| Rael Barja           | Caju                               |
| João Vithor Oliveira | Jonas Duarte                       |
| Luciana Didone       | Ana Clara Melo Oliveira (Clarinha) |
| Igor Rudolf          | Guilherme Cardoso (Limão)          |

### Participações especiais
| Intérprete            | Personagem                                  |
| --------------------- | ------------------------------------------- |
| Marco Antônio Gimenez | Flávio Riveira                              |
| Virginia Cavendish    | Linda Glitter                               |
| Viétia Zangrandi      | Cíntia                                      |
| Anja Bittencourt      | Dona Antonieta                              |
| Aramis Trindade       | Nelson                                      |
| Bruce Gomlevsky       | Francisco Silveira                          |
| Everaldo Pontes       | Ariovaldo                                   |
| Flávio Bauraqui       | Milton                                      |
| Hamilton Ricardo      | Armindo                                     |
| Henrique César        | Samad                                       |
| Jacques Lagoa         | Dr. Ciro                                    |
| Karina Mello          | Janaína                                     |
| Lorena Comparato      | Carolina                                    |
| Márcio Vito           | jornalista ameaçado por Bernardo            |
| Javert Monteiro       | Zé                                          |
| Jonas Torres          | Carlos Alberto                              |
| Theresa Amayo         | Araci                                       |
| Thaís Melchior        | Aluna do Primeira Opção                     |
| Gil Coelho            | Aluno do terceiro ano                       |
| Júlio Levy            | Professor de culinária de Emílio            |
| Narjara Turetta       | Mulher que aluga Anselminho para Elizete    |
| Duda Mamberti         | Pai de aluno revoltado                      |
| Adriana Martinuzzo    | Sílvia                                      |
| Aldair Ferreira       | Galocha                                     |
| Alexia Garcia         | Jorgina                                     |
| Ana Paula Botelho     | Nancy                                       |
| Ângelo Brandini       | Carlão                                      |
| Antonio Barboza       | Pedófilo                                    |
| Antônio Karnewale     | Jamal                                       |
| Antônio Pessoa        | Hugo                                        |
| Arthur Aguiar         | Garoto que tenta ficar com Cristiana e Tati |
| Camila Leccioli       | Luana                                       |
| Carlos André Faria    | João Simões                                 |
| Gustavo Silva         | João Pedro                                  |
| Christiano Torreão    | Hans                                        |
| Cláudio Galvan        | Manoel                                      |
| Danilo Sacramento     | Apresentador do Campeonato de patinação     |
| Dayse Pozatto         | Kátia Simões                                |
| Giulia Frota          | Luli                                        |
| Gustavo Goulart       | Juninho                                     |
| Helio Rodrigues       | Sapão                                       |
| Kaká Santana          | Clóvis                                      |
| Lucas Romano          | Valter                                      |
| Maurício Pitanga      | Marcelo                                     |
| Luís Renato           | Léo                                         |
| Marcelo Argenta       | Renato                                      |
| Mário Hermeto         | médico                                      |
| Monica Melissa        | Alzira                                      |
| Nathalie Meg          | Keka                                        |
| Patrícia Bacha        | Elizete                                     |
| Rafaela Lapuente      | Camila                                      |
| Renata Ghelli         | Cibele                                      |
| Renato Lobo           | médico que cuida de Cristiana               |
| Sérgio Monte          | Peixoto                                     |
| Simone Pontes         | Arlete                                      |
| Tatiana Pontes        | Marcela                                     |
| Thiago Oliveira       | Hélio                                       |
| Vanessa Bueno         | Patrícia                                    |
| Vanessa Fontana       | Nininha                                     |
| Chico Anysio          | Ele mesmo                                   |
| Diego Hipolito        | Ele mesmo                                   |
| Luan Santana          | Ele mesmo                                   |
| Luciano Huck          | Ele mesmo                                   |

## Produção
Da temporada anterior (16ª temporada), apenas Carolinie Figueiredo (Domingas), Caio Castro (Bruno), Johnny Massaro (Fernandinho) e Rael Barja (Caju) permaneceram nessa temporada, sendo que Carolinie Figueiredo e Caio Castro deixaram a novelinha antes da temporada acabar, pois saíram pra ingressarem na novela Ti Ti Ti que estreou em julho de 2010.
O capítulo 20 possuiu duração original de 52 minutos, devido ao sorteio da Copa do Mundo no mesmo dia.

## Exibição
Foi reprisada pelo Viva de 28 de fevereiro a 01 de dezembro de 2022, substituindo a 16.ª temporada e sendo substituída pela 18.ª temporada, às 16h30, com reprise às 02h30 e às 10h30 do dia seguinte.
Foi exibida pela primeira vez na Globo Portugal de 29 de novembro de 2021 a 24 de julho de 2022 em 200 capítulos, substituindo sua antecessora original Malhação 2009 e sendo substituída por Malhação 2010.

### Outras Mídias
Em 2 de janeiro de 2023, foi disponibilizada na íntegra pelo Globoplay, como parte do Projeto Resgate.

## Audiência
Seu primeiro capítulo registrou 20 pontos no IBOPE. Seu recorde foi de 25 pontos alcançados no dia primeiro de março de 2010. Sua menor audiência foi de 12 pontos, registrados no dia 4 de dezembro de 2009. Seu último capítulo consolidou 18 pontos no IBOPE, com 20 de pico e 41% de share, fechando a temporada com uma média geral de 19 pontos.
É a 17ª maior temporada - em questão de capítulos - produzida pela TV Globo.

## Trilha sonora

### Malhação ID

#### Lista de faixas
| N.º | Título                         | Compositor(es)                                                       | Artista(s)                             | Duração |  |
| 1.  | "Um Certo Alguém"              | Lulu Santos Ronaldo Bastos                                           | NX Zero                                |         |  |
| 2.  | "Rádio Pirata"                 | Paulo Ricardo Luiz Schiavon                                          | Hevo 84                                |         |  |
| 3.  | "Lanterna dos Afogados"        | Herbert Vianna                                                       | Fresno                                 |         |  |
| 4.  | "Apenas Mais Uma de Amor"      | Santos                                                               | Myllena com part. de Emmerson Nogueira |         |  |
| 5.  | "Meu Erro"                     | Vianna                                                               | Chimarruts                             |         |  |
| 6.  | "Perdidos na Selva"            | Júlio Barroso Guilherme Arantes                                      | Seu Cuca                               |         |  |
| 7.  | "Só Você"                      | Vinicius Cantuaria                                                   | Hori                                   |         |  |
| 8.  | "Mais Uma de Amor (Geme Geme)" | Ricardo Barreto Antônio Pedro Bernardo Vilhena                       | Dibob                                  |         |  |
| 9.  | "Tudo Pode Mudar"              | Ronaldo Santos Joe Euthanazia                                        | Jullie                                 |         |  |
| 10. | "Tic-Tic Nervoso"              | Marcos Serra Antonio Luiz                                            | Bonde da Stronda                       |         |  |
| 11. | "Ciúme"                        | Roger                                                                | Catch Side                             |         |  |
| 12. | "Fui Eu"                       | Vianna                                                               | Ruanitas                               |         |  |
| 13. | "Me Chama"                     | Lobão                                                                | Babi                                   |         |  |
| 14. | "Sonífera Ilha"                | Branco Mello Marcelo Fromer Toni Bellotto Carlos Barmack Ciro Pessoa | Marauê                                 |         |  |
| 15. | "Jorge Maravilha"              | Chico Buarque                                                        | Playmobille                            |         |  |
| 16. | "A Fórmula do Amor"            | Leoni Leo Jaime                                                      | Jammil                                 |         |  |
| 17. | "Serão Extra"                  | Ricardo Zimetbaum                                                    | Agnela                                 |         |  |
| 18. | "Quem Eu Sou"                  | Rogério Vaz Juliano Cortuah                                          | Hori                                   |         |  |

Notas
- As canções a seguir não foram lançadas em álbum da trilha sonora, mas tocam na décima sétima temporada de Malhação.

1. "Linda, Tão Linda" - Hori (Tema de Bernardo e Cristiana)
2. "Toda Vez Que Ela Passa" - Cinzentos (Tema Geral)
3. "Muito Pra Você" - Olívia Torres
4. "O Que Você Sempre Quis" - Stevens (Tema de Fernandinho)
5. "Minha Paz" - Glória (Tema de Flávio)
6. "20 e Poucos Anos" - Fiuk e Fábio Júnior (Tema de Bernardo)
7. "Vou de Táxi" - Angélica (Tema de Domingas)
8. "I Can't Live Without Your Love" - Dan Torres (Tema de Bernardo e Cristiana)
9. "I Can't Live Without Your Love" - Fiuk (Tema de Bernardo e Cristiana)